# Рядовичи
Рядови́ч — в Древней Руси лицо, служившее землевладельцу по «ряду» (договору), как правило, попавшие в зависимость от него на период отработки займа, взятого деньгами, зерном или орудиями труда. Отрабатывали долг, используя часть своего времени. Были близки к закупам. Рядовичами становились не пошедшие в холопство и заключившие «ряд» тиуны, ключники и мужья рабынь, а также дети от браков свободных с рабынями. Рядовичи часто использовались в роли мелких административных агентов своих господ. По Русской Правде за убийство рядовича назначалась такая же вира (штраф), как и за убийство смерда или холопа — 5 гривен.
И. Н. Данилевский трактует термин «рядович» как обозначение помощника тиуна, исполнявшего административные функции.
Рядо́вич — в XIV—XVII веках член корпорации городских торговцев однотипными товарами (торговавшие в одном ряду), а также житель рядка (небольшого торгово-промыслового поселения).